# Castelmagno (queso)
Castelmagno es un queso italiano con denominación de origen protegida por el Reglamento N° 1263/96 de la CEE. Se elabora en la provincia de Cuneo, en tres municipios del valle de Grana: Castelmagno, Pradleves y Monterosso Grana. Es denominación de origen italiana desde 1982.

## Historia
Su nombre proviene de la villa homónima, cercana a Dronero, en el Piamonte. Es un queso tradicional de la región de Cuneo, figurando en documentos del siglo XIII la mención a «queso de Castelmagno». Su elaboración se circunscribía a un área montañosa limitada. El rey Víctor Amadeo II de Saboya pidió que pagaran con este queso parte de los derechos feudales que le correspondían.

## Elaboración
Se hace este queso con leche de vaca proveniente de un mínimo de dos y un máximo de cuatro ordeños consecutivos, lo que contribuye a su sabor fuerte y ácido y a su textura tan característica. Puede eventualmente añadírsele leche de oveja o de cabra en un porcentaje máximo del 30%. Las vacas deben pertenecer a los tipos genéticos de Barà Pustertaler, Bruna, Pezzata Rossa d’Oropa, Pezzata Rossa, Montbaillard, Grigio Alpina, Piemontese, Valdostana y sus cruces. Madura a lo largo de 6 meses, durante los cuales se voltea el queso y se lavan, lo que favorece el desarrollo de microflora que le da su olor a levadura, penetrando el moho azul.

## Características
Es similar al gorgonzola. Es un queso prensado, duro o semiduro, de forma cilíndrica, con lados rectos. La corteza es natural crujiente, de color amarillo rojizo, con algunos mohos grises y levadura. La pasta es compacta o escamosa, según su grado de maduración; presenta vetas de moho azul. El sabor es herbáceo, picante. Se usa de postre y como ingrediente de ñoquis.

## Denominación de origen
El Castelmagno es una denominación de origen reconocida por el gobierno italiano desde 1982. Desde 1996, es una denominación de origen protegida (PDO) ante la Unión Europea. A nivel internacional, cuenta con registro como denominación de origen, conforme al Sistema de Lisboa, ante la Organización Mundial de la Propiedad Intelectual, desde el 23 de octubre de 2014.